# دينامو نوفوسيبيرسك
دينامو نوفوسيبيرسك (بالروسية: Динамо) هو فريق كرة سلة روسي للسيدات تأسس في سنة 1955. ينافس حاليا في الدوري الروسي لكرة السلة للسيدات.

## الإنجازات
- فاز مرة واحدة بكأس رونكيتي (1986)

### المنافسات الأوروبية
- الدوري الأوروبي لكرة السلة للسيدات
  - 1987: الوصافة
  - 1988: الوصافة
  - 1989: الثالث
- كأس رونكيتي / كأس أوروبا لكرة السلة للسيدات
  - 1986: البطولة